# Храм Покрова Пресвятой Богородицы (Харбин)
Храм Покрова Пресвятой Богородицы (кит. 哈尔滨圣母帡幪教堂) — единственный действующий православный храм в Харбине, относящийся к юрисдикции Китайской православной церкви.

## История
Украинский приход с церковью в честь Покрова Пресвятой Богородицы был основан в Харбине в 1922 году по благословению митрополита Харбинского и Маньчжурского Мефодия (Герасимова) и до 1930 года размещался в здании Украинского Дома в Харбине. После изъятия дома из ведения украинской общины, приход некоторое время арендовал подвальное помещение на Большом Проспекте.
В 1930 году земельное управление выделило общине участок на Старом кладбище Харбина, где находились захоронения русских воинов. Храм был заложен 1 июня 1930 года и построен в византийском стиле по проекту гражданского инженера Ю. П. Жданова на средства прихода и русских жителей Харбина. 14 декабря 1930 года храм был освящен митрополитом Мефодием в честь Покрова Пресвятой Богородицы. Стоимость постройки составила 32 тысячи иен, большую часть из которых приход получил в качестве займа.
По воспоминаниям харбинского священника Николая Падерина:

В центральной части города, на Большом проспекте, на территории старого русского кладбища был воздвигнут храм Покрова Пресвятой Богородицы, вокруг которого сосредоточилась церковная жизнь жителей прилегающего района, в большинстве украинцев, почему Покровский приход стал называться ещё украинским. Придел Покровского храма был посвящен святителю Иннокентию Иркутскому, и в нём, как и в других храмах с приделами, совершалась в праздничные дни ранняя литургия. Надмогильные памятники или просто могильные холмики окружали Покровский храм и напоминали живым людям о вечных ценностях, не престающих за гробом, о неослабном единении вокруг Церкви как верной материнской опоры и здесь, в земном странствии, и в жизни грядущей.

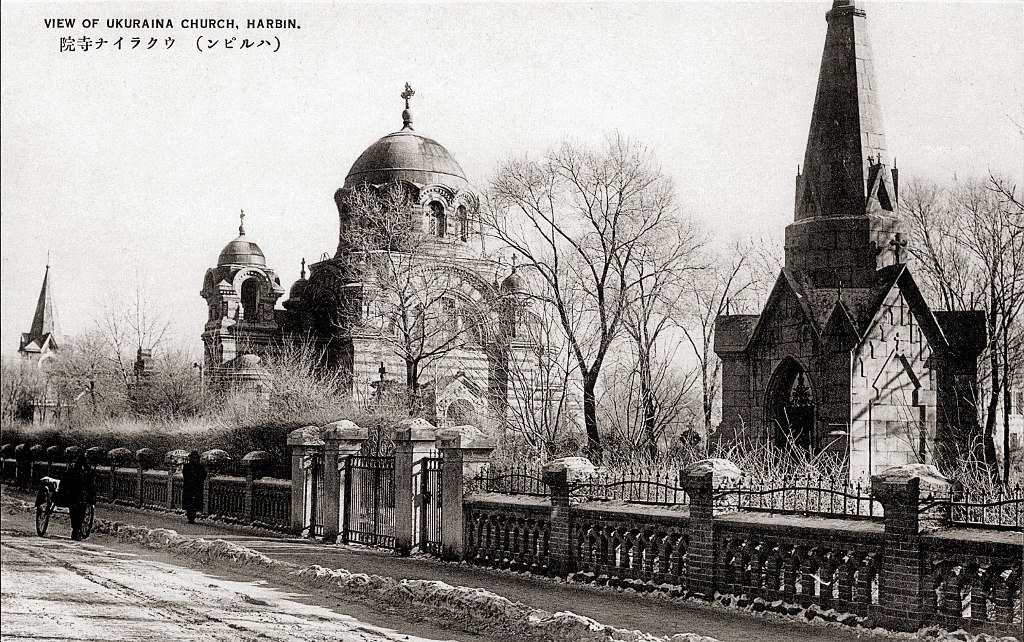
Пояснение на карточке — «Вид украинской церкви, Харбин»

Церковь была закрыта в годы культурной революции. В период оттепели реставрирована и открыта для богослужений. 14 октября 1984 года первую литургию в Покровском храме после гонений «культурной революции» совершил иерей Григорий Чжу, единственный священник Китайской Православной Церкви, получивший государственную регистрацию. При храме сложился небольшой приход из осколков былой русской общины и детей от смешанных русско-китайских браков. Григорию Чжу преданно помогал псаломщик М. М. Мятов.
Но после его кончины в 2000 году никаких служб не совершалось вовсе. Прихожане приходили в открытую по воскресеньям с 8:30 до 11:00 церковь, ставили свечи, молились по молитвослову, отмечали как могли православные праздники. На протяжении 10 лет православные верующие Харбина, в частности российские соотечественники, объединённые в «Русский клуб Харбина», прилагали усилия к получению разрешения на проведение богослужений. И только после визита в Харбин в ноябре 2009 года председателя Отдела внешних церковных связей Московского Патриархата митрополита Волоколамского Илариона (Алфеева) у харбинцев затеплилась надежда на то, что православная жизнь вскоре наладится. Наконец, разрешение было дано и 4 апреля 2010 года в храме были отслужены Пасхальные утреня и литургия. Богослужение совершил прибывший в Китай сотрудник ОВЦС иеромонах Стефан (Игумнов).
11 апреля 2010 года в Покровском храме с разрешения государственных властей КНР совершил Божественную литургию священник Китайской Автономной Православной Церкви Михаил Ван, проживающий на покое в Шанхае. За богослужением молились около 50 православных граждан Китая, а также российские соотечественники, временно или постоянно проживающие в Харбине.
Следующим богослужением стала первая за полвека архиерейская литургия, совершенная 24 июня 2012 года митрополитом Волоколамским Иларионом (Алфеевым), которому сослужил настоятель православной общины города Шанхая протоиерей Алексий Киселевич. На службу собрались около шестидесяти православных соотечественников, постоянно и временно пребывающих в Харбине. В своей проповеди митрополит Иларион отметил:

Вы являетесь тем «малым стадом», к которому Сам Господь обратил слова: «Не бойтесь, ибо сила Моя совершается в немощи». Благодаря вашей твердой вере, вашему терпению Православие поддерживается на китайской земле. Вашим усердием поддерживается в Харбине этот исторический Покровский храм. Уже долгие годы здесь нет священника, и вы приходите сюда по воскресным дням небольшими группами, чтобы вознести молитвы ко Господу. Мы работаем над тем, чтобы здесь был священник, чтобы вновь зазвучала этом храме Божественная служба и совершались церковные Таинства. Глубоко верю, что такой день наступит. До тех же пор, пока он не наступил, прошу вас: продолжайте, как и прежде, приходить в этот святой храм при любой возможности, поддерживайте своей молитвой его стены, а в трудную минуту вашей жизни он поддержит вас. Молитесь всем святым, в земле Российской просиявшим, и всем святым Китайской земли, чтобы они помогли нам совместными усилиями возродить Православную Церковь в Китае. Я обещаю вам, что со своей стороны мы сделаем все возможное для того, чтобы православная вера в Китае росла и укреплялась.
14 мая 2013 года Патриарх Московский и всея Руси Кирилл посетил храм и отслужил божественную литургию. На торжество собралось много православных китайцев и русскоязычных соотечественников. Не все из них получили возможность войти в храм. По прибытии к Покровскому храму патриарх Кирилл направился к находящимся на улице верующим, пообщался с ними, преподал им Первосвятительское благословение. Патриарх призвал власти Харбина разрешить богослужение в храме хотя бы на Пасху и Рождество. Владивостокская епархия подготовила храм к богослужению и произвела в нём необходимый ремонт.
Клирик Владивостокской епархии Димитрий Федорин, приезжавший для окормления верующих в Харбине, отмечал: «В целом община — крепкая. Каждое воскресенье они собираются в храме. Если нет возможности совершить божественную литургию в храме, то они это могут сделать на дому. Для пасторского окормления тех, кто проживает в граде сем, приезжает священник».
4 октября 2015 года в домовом храме Санкт-Петербургской духовной академии был рукоположен в сан священника Александр Юй, которого по завершении обучения предполагалось направить служить в Покровский храм. Как отметил священник Димитрий Федорин: «За минувшие пятнадцать лет отсутствия священника община многое потеряла в плане православных традиций».
С рождества 2015 года храм был закрыт на ремонт. Богослужения в нём не совершались. В причтовом домике китайские верующие устроили импровизированную часовенку, в которой собиралась община. В те воскресные дни, когда в Харбине не было священника, с утра совершалась обедница — богослужение мирским чином. С 9 часов обедница читалась на китайском, а затем, с 10 часов — на русском языке. «То есть каждый воскресный день православная община старается собираться вместе, чтобы заняться общим делом, провести спевки или устроить, допустим, общий субботник — на территории прихода или на кладбище. Вместе отмечают в Харбине и праздники, в том числе светские — Новый год, День Победы и другие». Основные богослужения после этого стали совершаться в расположенном рядом католическом кафедральном соборе, откуда с согласия властей совершался крестный ход к Покровской церкви. 7 января 2016 года на Рождество китайская и русская православные общины Харбина встретили Рождество Христово вместе — в прежние годы это происходило раздельно. Рождественские торжества в Харбине посетили более 100 человек.
14 апреля 2018 года, в субботу Светлой седмицы, храм вновь открылся для богослужения и сразу принял около 100 верующих.
17 мая 2024 года храм посетил президент России Владимир Путин.

## Клир
настоятели
- 1921—1925 — Прокопий Гордзиевский
- 1925—1942 — Николай Труфанов
- 1945—1952 — Михаил Андреев
- 1952—1955 — Иоанн Брынских
- 1956—1958, 1984—2000 — Григорий Чжу
- с 2015 — Александр Юй

сверхштатные священники
- Захарий Марченко (1932—1941)
- Николай Постовский (1941—1955)

диаконы
- Захарий Марченко (1925—1932)
- Николай Лобас (1932)
- Константин Затопляев (1932)
- Иоанн Ильчук (1933)
- Александр Хромоногов (1933—1937)
- Афанасий Хомченко (1938—1939)
- Михаил Ольховский (1939—1955)